# Buy-in
Een buy-in is het deelnamegeld dat een pokerspeler moet betalen om te kunnen participeren in een pokertoernooi of een cashgame. 

## Buy-in bij pokertoernooien
Het inschrijfgeld bij een pokertoernooi bestaat uit een vast inlegbedrag plus een fee die naar de organisator gaat. Bij een buy-in van bijvoorbeeld € 500+50 gaat € 500 naar de prijzenpot, terwijl de organisator € 50 ontvangt als vergoeding. Naast de fee worden soms ook nog percentages van de prijzenpot ingehouden. Zo houdt Holland Casino 1 tot 5% van de prijzenpot bij pokertoernooien in om kosten te dekken. In ruil voor de buy-in ontvangt de speler chips die een bepaalde waarde aan toernooipunten representeren. De toernooifiches vertegenwoordigen niet direct een monetaire waarde, en kunnen niet tussentijds worden ingewisseld voor geld. 

### Rebuy / Add-on / Re-entry
Bij sommige toernooien hebben spelers de mogelijkheid om bovenop de initiële buy-in, nieuwe chips bij te kopen (rebuy en/of add-on). De mogelijkheid tot rebuy bestaat wanneer een speler all-in is gegaan en zijn chips heeft verloren. Hij krijgt als het ware een herkansing. Soms is het aantal rebuys dat een speler kan doen gelimiteerd. Wanneer een speler een onbeperkt aantal rebuys kan doen, spreekt men van unlimited rebuys.
Bij add-on krijgen spelers na het verstrijken van een bepaalde periode het aanbod om tegen betaling extra fishes aan hun stack toe te voegen. Over het algemeen brengt de organisator over rebuys en add-ons niet opnieuw fees in rekening. 
Een bijzondere vorm van rebuy is de re-entry. Een geëlimineerde speler kan zich opnieuw inkopen maar krijgt ook een nieuwe stoel aan een andere tafel aangewezen. Hij wordt als het ware behandeld als een nieuwe speler die zich 'vers' inkoopt. Het voordeel van re-entry is dat de organisator opnieuw toernooifees in rekening kan brengen.

## Buy-in bij cashgames
Bij cashgames werkt de buy-in anders. Anders dan bij pokertoernooien, bepaalt de speler zelf hoeveel hij inkoopt. Wel gelden meestal minimum en maximum buy-ins. Zo hanteert Holland Casino Amsterdam voor de 2/2 no limit hold'em-tafels een minimuminkoop van € 50 en een maximum van € 250. 
Het is mogelijk om tijdens het spel fiches bij te kopen (dit heet ook wel reloaden of rebuyen), mits het tafel-maximum voor die betreffende speler nog niet is bereikt.

Over de buy-in bij cashgames wordt geen fee in rekening gebracht. In plaats daarvan heft de organisator van de cashgame rake, een percentage van elke pot (meestal tussen 2,5 en 10%, vaak gemaximeerd met een cap) als vergoeding voor het aanbieden van de cashgame.